# Terzerol

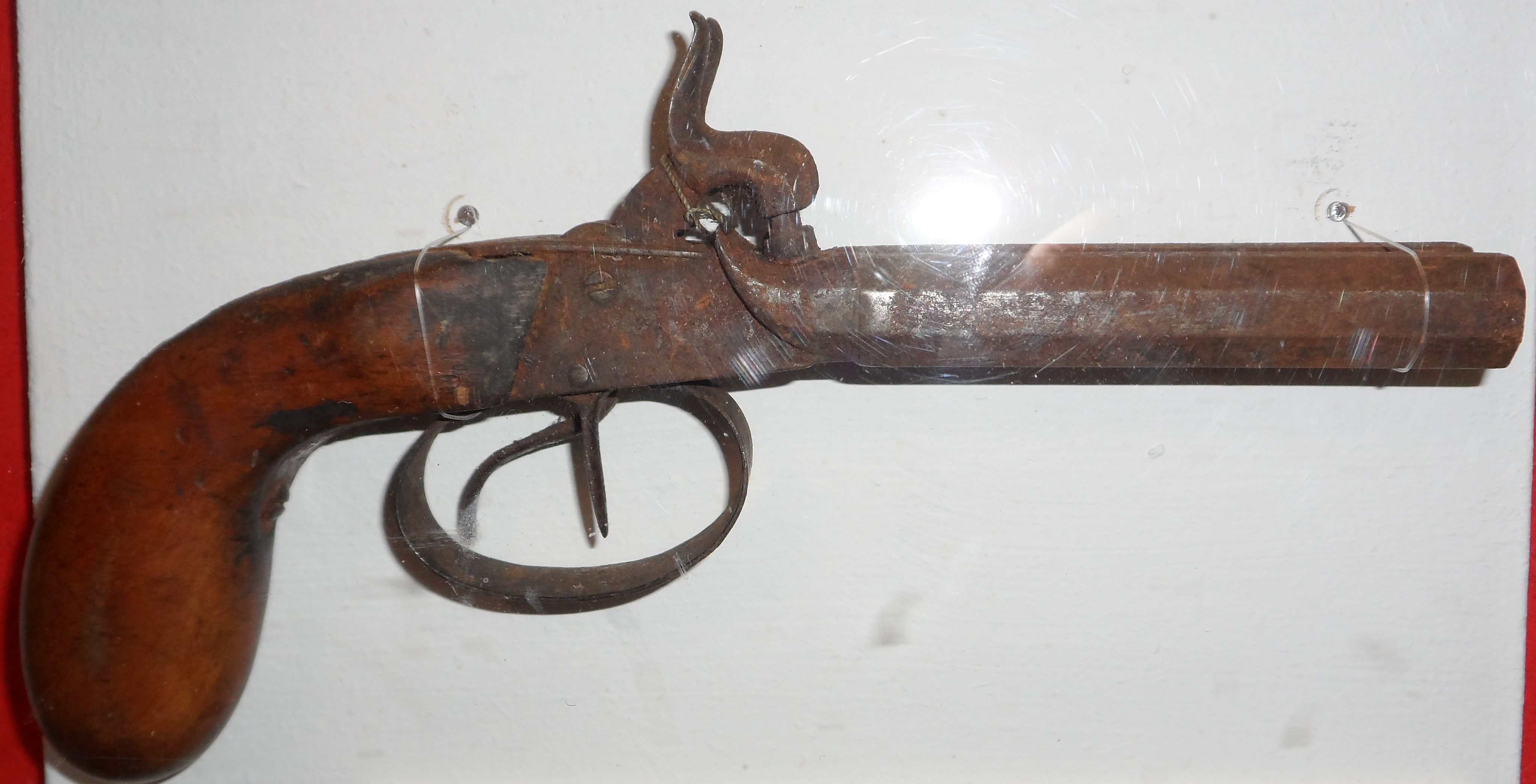
Terzerol doppelläufig (1878)

Das Terzerol (Plural: Terzerole) ist eine kleine Vorderladerpistole. Es existieren ein- und doppelläufige Ausführungen. Als Zündmechanismus diente dem Terzerol ab dem 17. Jahrhundert ein Steinschloss, welches im 19. Jahrhundert durch das zuverlässigere Perkussionsschloss ersetzt wurde.
Die älteren Terzerole, mit abschraubbaren Läufen, dienten vor der Verbreitung von Revolvern als recht preiswerte Alternative zu Gürtel- und Sattelpistolen. Wegen ihrer Größe wurde diese Waffe „Taschenpistole“ oder „Damenpistole“ genannt, im Unterschied zu den früher üblichen großen Faustfeuerwaffen. Der Name Terzerol kommt aus dem Italienischen von terzuolo für Habichtsmännchen, da die Namen von Greifvögeln wie z. B. falconetto gern auf Geschütze übertragen wurden.
Die einfachsten und meist auch jüngeren Ausführungen von Perkussions-Terzerolen dienten in der Regel als Schreckschusswaffe zum Verjagen von Vögeln aus Obstgärten und Weinbergen bzw. für die Treibjagd. So hat sich z. B. auch der Begriff Weinbergpistole eingebürgert – allerdings vorwiegend für Waffen größeren Kalibers. 
Perkussions-Terzerole wurden vorwiegend in Mehlis und Lüttich aufgrund einer anscheinend ständigen hohen Nachfrage in einem sehr langen Zeitraum von der Mitte des 19. Jh. bis Ende der 1930er Jahre in großen Stückzahlen hergestellt. Die amerikanischen Vorderlader-Deringer sind von der Bauart her ähnliche Konstruktionen.